# Draconectes narinosus
Draconectes
Genre
Espèce
Draconectes narinosus, unique représentant du genre Draconectes, est une espèce de poissons d'eau douce de la famille des Nemacheilidae.

## Distribution
Cette espèce est endémique de la province de Quảng Ninh au Viêt Nam. Elle a été découverte dans une grotte de l'île Van Gio dans la baie d'Along.

## Description
L'holotype de Draconectes narinosus mesure 29,0 mm de longueur totale, et le paratype 24,7 mm. Leurs dimensions queue non comprise sont respectivement de 24,7 mm et 20,8 mm. En vie, ce poisson est brun-rougeâtre pâle.
Cette espèce a été capturée dans une étendue d'eau souterraine stagnante où est présente l'espèce Seborgia vietnamica, un crustacé de la famille des Sebidae (Amphipoda) qui pourrait constituer la nourriture principale de ce poisson dans la mesure où les copépodes et oligochètes y sont très rares.

## Systématique
Le nom valide complet (avec auteur) de ce taxon est Draconectes narinosus Kottelat, 2012,.

## Étymologie
Le nom générique, Draconectes, du grec ancien δράκων, drákōn, « dragon », et νήκτης, nḗktēs, « nageur », fait référence à la baie d'Along (litt. « descente du dragon ») où cette espèce est présente sur certaines îles.
L'épithète spécifique, du latin narinosus, « aux larges narines », fait référence à cette particularité apparemment unique dans la famille des Nemacheilidae.

## Publication originale
- (en) Maurice Kottelat, « Draconectes narinosus, a new genus and species of cave fish from an island of Halong Ray, Vietnam (Teleostei: Nemacheilidae) », Revue suisse de Zoologie, Genève, vol. 119, no 3,‎ septembre 2012, p. 341-349 (ISSN 0035-418X, lire en ligne, consulté le 6 août 2023).